# Alpaida morro
Alpaida morro är en spindelart som beskrevs av Levi 1988. Alpaida morro ingår i släktet Alpaida och familjen hjulspindlar. Inga underarter finns listade i Catalogue of Life.